# منطقه هواده

برش عرضی از یک تپه که منطقه هواده، حاشیه موئینه، سطح ایستابی و منطقه آب‌اشباع را نشان می‌دهد.

منطقه هواده (انگلیسی: Vadose zone) که زون تهویه و منطقه اشباع‌نشده نیز نامیده می‌شود، منطقه‌ای است که بالای سطح ایستابی قرار دارد. در این منطقه بخشی از حفره‌های سنگ با آب و بخشی دیگر با هوا پر شده است. آب در منطقه هواده دارای خاصیت مویینگی است.
سطح ایستابی نشان‌دهنده مرز میان منطقه هواده و منطقه آب‌اشباع است.